# مرسبورگ

مرسبورگ شهری در ایالت نوردراین-وستفالن آلمان است. این شهر به خطوط راه‌آهن آلمان متصل است و رود ساله از این شهر می‌گذرد.